# 伊比鲁巴
伊比鲁巴是巴西南大河州的一个市镇。总面积611.807平方公里，总人口18690人，人口密度30.5人/平方公里。